# こもれ陽の下で…
『こもれ陽の下で…』（こもれびのもとで）は、北条司によるSF・植物漫画作品。

## 概要
読切として描かれた「桜の花 咲くころ」（後述）を元に『週刊少年ジャンプ』（WJ、集英社）誌上において1993年31号から1994年5・6合併号まで連載。前作「シティーハンター」(C.H.) に続き作者3作目となる連載作品。単行本はジャンプ・コミックスより全3巻。
植物との意思疎通が出来る不思議な能力を持った少女西九条紗羅と、彼女の友人となった普通の小学生北崎達也の日常に潜む冒険を描く。現代劇として描かれている為、1993年頃が舞台となっている。なお、元となった読切「桜の花 咲くころ」とは話が繋がっており、本作が読切の10年後の世界となっている。
『キャッツ♥アイ』と『C.H.』の成功によって「美女とアクション」が代名詞の様になっていた事を不本意に思い、「美女とアクション」を意図的に避ける所から作られた作品であり、また『C.H.』では新宿と言う無機質な都会を描き続けた事の反動もきっかけとなっている。こうした動機からあまり編集の意向を反映せずに作者の好きなように描いており、作者自身が「はなから短命」と思いながら始めて実際に1年もたずに短命に終わってしまった。

## あらすじ
ある夏の日。ある町にトレーラーハウスでやってきた父娘。彼らは各地を転々としながら、行く先々で花屋を営んでいた。娘の紗羅は、大人びた雰囲気をもつ小学4年生。彼女は、木々や花々の心と交感できる不思議な力をもっていた。町の人々や子供たちは、紗羅との出会いと別れによって心に抱える不安や悩みを癒していく。

## 登場人物
西九条 紗羅（にしくじょう さら）
大きなトレーラーハウスで達也達が住む街に引っ越して来た花屋の娘。市立和泉台小学校4年3組に転入するが学校はサボりがち。外見は小学生そのものだが、実際にはもっと年齢が上であり1982年頃より体の成長が止まっている。心を解放し、幽体離脱をする事によって植物と交感できる力を持つ。この心（幽体）は体とは異なり実際の年齢相応の20代の女性の姿をしており、誰にでも見る事ができるが写真には映らない。また、特に意識しなければ裸であるが、実体ではない為服を着たイメージをすれば服を着た状態となる。なお前作『シティーハンター』では同姓同名の少女が登場しており、「触れた相手の心を読む」と能力は違うものの、本作同様に不思議な力を持った少女として描かれている。
北崎 達也（きたざき たつや）
紗羅が転入した町に住む少年。同じ小学校のクラスメートにもなる。妹思いのやさしい少年だが、シスターコンプレックスの気がある。持ち物には必ず名前を書く律儀な性格。
西九条 隼人（にしくじょう はやと）
紗羅の父親。大型のトレーラーハウスで花屋「こもれび」を営み、樹木医の経験がある。不思議な運命のもとに生まれた娘をやさしく見守っている。非常に厳つい風貌をしており、サングラスをしている事によって余計に怖さが増している様に思われるが、実際は素顔があまりに怖いため少しでも和らげる為にと着用している。一コマだけサングラスを外した前からの絵があるが、寝顔のため目つきは不明。また体格も大きく、小学校の天井に頭が刷れる程である。そのあまりの厳つさに初めて来た客は驚き必ず逃げ出してしまい、再会した桜井が驚かなかった際には、初対面で驚かなかった人は初めてだと感涙を流している（実際には初対面ではなく、小さい頃に馴れているから）。『シティーハンター』の海坊主（ファルコン、本名：伊集院隼人）と外見が酷似しており、特に傭兵時代の海坊主そのものといっていいほどそっくりな見た目をしている。また、下の名前も共通している。
北崎 さつき（きたざき さつき）
達也の妹。空き地のエゴノキに登り、滑り落ちて車いすの生活となっていたが、リハビリをはじめ少しずつ回復する。和紀と共にリハビリセンターを抜け出しおばあちゃんの言っていた「光る花」を探しに出かける。
大城 玄一郎（おおき げんいちろう）
紗羅と達也が通う小学校の図工教師。達也と同じマンションに住んでいる。美少女の写真を撮ると言う困った盗撮癖がありロリコン教師と呼ばれ、実際のその傾向が見られ大人の女性が苦手。なお、この盗撮癖は7年前（1986年）に紗羅の写真を撮った事に端を発する。
桜井 真樹（さくらい まさき）
和泉台小学校にやってきた教育実習生。少年時代に紗羅との接点があったことが、短編『桜の花 咲くころ』で描かれている。成長した自分とは対照的に10年前そのままの姿でいる紗羅に気を使い「桜井まさお」という偽名を使う。
小西（こにし）
達也と同学年の女の子。いじめられていた1・2年の頃にいつも助けてくれていた達也に思いを寄せているが、転校する事が決まっている。1年生の頃から学校の花壇の世話をしている。
鹿島 みずき（かしま -）
喫茶店「花ことば」を営む「こもれび」の常連客の女性。
梶原 和紀（かじわら かずき）
さつきが通うリハビリセンターに以前から通っていた男の子。長くリハビリセンターに通っているが症状は重く立つ事もできない。さつきと共にリハビリセンターを抜け出し「光る花」を探しに出かける。
金田
達也と紗羅の担任教師。
志垣 岳彦（しがき たけひこ）
達也と同じ小学校に通っていた6年生。祖父の仕事の関係で転校した。
志垣 治五郎（しがき じごろう）
長野に大きな森林をいくつも持っている有名な森林王で、岳彦の祖父。
メガネ
本名不明。レジャー開発の為に志垣の持つ森林を売る様に迫る。頑なに拒否する志垣に対し、岳彦の誘拐劇を企むも倉田の裏切りにあう。
倉田（くらた）
志垣に仕える身でありながら裏切り、岳彦の誘拐劇に加わり、さらにメガネを裏切り金を持ち逃げしようとする。
鬼塚 伸一郎（おにづか しんいちろう）
達也達の街に住み、子供達からは殺人鬼と噂されている男性。医者であり仕事に誇りを持ち熱心に働いていたが、その為に家にいない事が多く、放火の際にも自分が家にいれば娘を助けられたかもしれないと自分の生き方に疑問を持ち半ば廃人同然となっていた。
鬼塚 結女（おにづか ゆめ）
伸一郎の娘で故人。6年前に一人で家にいた所を放火にあい死亡。コルチカムが好きだった。
谷口 梨花（たにぐち りか）
芸大で写真を専攻しているカメラマン志望の女子大生。「毎朝写真コンクール」佳作に入選した大城の作品を見てその写真に惚れ込み大城の元へ押し掛けて来る。料理はかなり下手。彼女が惚れ込んだ作品はもう一つの佳作受賞作品との勘違いである事に気付き大城の元を去って行った。
考ちゃん（こう-）
本名不明。隣町で銀行強盗を働き、達也達の小学校に逃げ込んで来た。20年前に卒業記念樹としてカンヒザクラを植樹していた。
将ちゃん（しょう-）
考ちゃんの幼馴染み。引っ越して行く考ちゃんと20年後に卒業記念樹のカンヒザクラの前で会う事を約束し、日にちを忘れた為に毎日通い続けていた。
広喜（ひろき）
小学校での達也のクラスメート。後には同じ大学に進学し、同じ下宿に世話になる腐れ縁。
冴木（さえき）
達也と同学年でプレイボーイとして有名。紗羅をデートに誘う。

## 登場する植物
エゴノキ
紗羅達がトレーラで店を開いた、北崎兄妹が住むマンション近くの空き地の崖際に生えている。崖へと滑り落ちそうになったさつきを枝の弾力を調整する事によって崖とは反対側に落とし命を助ける。達也と紗羅が出会い、交流を深めるきっかけとなった木。
タマスダレ
さつきが好きな花であるため、達也が好きな花。達也がこの花を見る時の笑顔が見たくて毎年小西が学校の花壇で毎年育てていた。紗羅の力によって小西を思う植物達の生命力を分けてもらい、転校前に花を咲かせた。
クスノキ
学校近くの墓場に生えている大木。苔が生えて滑り易くなおかつ登りにくい枝ぶりのため、多くの子供が木から落ち、枝下にある墓石にぶつかり命を落として来た。この事に心を痛め、強い念波を発し、自らを呪いの木とする事で子供達を遠ざけていた。
光る花
達也達が住む地域に伝わる、見る人を幸せにし願い事を叶えると言う川辺に咲く花。正体は蛍が中に入った花。
シイノキの若木
苗木の時に捨てられそうであったのを岳彦が引き取り懸命に育てた為、岳彦を非常に大切に思っている。山林買収の為に岳彦を利用しようとしていた買収業者の企みを知りなんとか岳彦を助けようと紗羅の体を乗っ取り岳彦の元へと行こうとする。
コルチカム
結女が愛した花であり、伸一郎は焼け跡に生えていた一輪のコルチカムを結女の生まれ変わりと思い、育て増やし続けていた。紗羅の呼びかけに応じ伸一郎の心を救う。
カンヒザクラ
卒業記念樹として20年前に達也達の小学校に植えられた。全てに絶望していた考ちゃんを呼び寄せ将ちゃんと会わせる事によって彼の心を助ける。

## 桜の花 咲くころ
『こもれ陽の下で…』の元となった読切り作品。『週刊少年ジャンプ』1993年3・4合併号に掲載。2冊目の短編集である『桜の花 咲くころ 北条司短編集［2］』に収録された他、文庫版『北条司短編集1 シティーハンター -XYZ-』・自薦集『北条司短編集 天使の贈りもの』にも収録されている。
『こもれ陽の下で…』と完全に世界設定を共通としており、『こもれ陽』より10年前（1983年）を舞台に、西九条紗羅とまだ小学5年生の桜井真樹の交流を描く。

### あらすじ
小5の桜井真樹は隣に引っ越して来た花屋の少女・西九条紗羅の事が気にかかっていた。そして命の恩人である庭の桜の木が枯れかけている事を非常に気にしていた。桜の木の相談をきっかけとして真崎と紗羅の交流が始まる事となった……。

### 登場人物
桜井 真樹（さくらい まさき）
小学5年生。隣に引っ越してきた紗羅の事が気にかかっている。自宅に生えている桜の木を命の恩人と言い、切り倒す事に反対している。『こもれ陽』では教育実習生として登場。
西九条 紗羅（にしくじょう さら）
上記の『こもれ陽』と同一人物。本作では小学5年生のクラスに転入している。ある理由から真樹と話すことを避け、彼に対しては素っ気ない態度を取る。
西九条 隼人（にしくじょう はやと）
上記の『こもれ陽』と同一人物だが、『こもれ陽』の時と比べて言葉遣いはややぶっきらぼうであり、初めて会った真樹のことを「ぼうず」と呼び、「お前」という二人称で呼ぶ。
真樹の父
桜の木を切り倒したくないとは思いつつも、現実問題として切る事を受け止めつつある。
真樹の母
近所からの声もあり、枯れかけた桜の木を倒す必要を強く感じている。

## 書誌情報
全て著者は北条司、発行は集英社。
- 『こもれ陽の下で…』〈ジャンプ・コミックス〉
  1. 1994年3月9日発行、ISBN 4-08-871355-9
  2. 1994年5月7日発行、ISBN 4-08-871356-7
  3. 1994年7月9日発行、ISBN 4-08-871357-5
- 『桜の花 咲くころ 北条司短編集［2］』〈ジャンプ・コミックス〉1993年5月15日発行、ISBN 4-08-871340-0
- 『北条司短編集1 シティーハンター -XYZ-』  〈集英社文庫〉2000年1月18日発行、ISBN 4-08-617304-2
- 『北条司短編集 天使の贈りもの』〈SCオールマン愛蔵版〉2000年10月3日発行、ISBN 4-08-782597-3